# Katastrofa lotu Kenya Airways 431
Katastrofa lotnicza u wybrzeży Abidżanu – katastrofa z udziałem samolotu Airbus A310 linii Kenya Airways, odbywającego lot nr 431 (KQ 431) z Abidżanu do Nairobi przez Lagos. Maszyna runęła do morza w 33 sekundy po starcie. Na pokładzie obecnych było 179 osób, ocalało dziesięciu pasażerów.

## Przed katastrofą
O 15.15, w niedzielę 30 stycznia 2000 roku, czternastoletni Airbus A310-304 – oznaczony jako 5Y-BEN i ochrzczony nazwą Harambee Star – wylądował w porcie lotniczym w Abidżanie (Wybrzeże Kości Słoniowej). Mimo iż początkowa trasa rejsu z Nairobi miała przebiegać przez Lagos, to jednak pustynne wiatry harmattan – które zaciemniły niebo nad Lagos pokaźnymi ilościami pyłu – spowodowały zmianę planów i skierowanie maszyny bezpośrednio do Abidżanu. Jednocześnie nie zmieniono planowej godziny odlotu z Abidżanu, toteż postój na tamtejszym lotnisku trwał przez całe popołudnie.
Po przygotowaniu wnętrza samolotu na przyjęcie kolejnych podróżnych – późnym wieczorem – odrzutowiec był już gotów wyruszyć w powrotną trasę do Nairobi, przez Lagos.

## Załoga i pasażerowie
Na pokładzie znajdowało się 169 pasażerów – w większości Nigeryjczyków – ośmioosobowy personel pokładowy z 39-letnim stewardem na czele i prowadzący maszynę: 44-letni kapitan (11 600 godzin w powietrzu) i o rok młodszy drugi pilot (7300 godzin w powietrzu). 
Minutę po dziewiątej, załoga otrzymała pozwolenie na pokołowanie w kierunku pasa nr 21. Sześć minut później rozpoczęła polecenie, w trakcie którego została poinformowana przez kontrolera o aktualnych warunkach pogodowych w okolicy. Krótko potem kontrolerzy wydali polecenie startu dla rejsu nr 431. Piloci mieli skontaktować się z załogą, gdy osiągną pułap FL 40 (1220 m).
Poniższa tabela przedstawia obywatelstwo ofiar śmiertelnych katastrofy.
| Państwo                  | Liczba osób |
| ------------------------ | ----------- |
| Nigeria                  | 84          |
| Kenia                    | 20          |
| Indie                    | 8           |
| Kongo                    | 5           |
| Uganda                   | 5           |
| Madagaskar               | 4           |
| Senegal                  | 3           |
| Togo                     | 3           |
| Etiopia                  | 2           |
| Filipiny                 | 2           |
| Francja                  | 2           |
| Ghana                    | 2           |
| Holandia                 | 2           |
| Iran                     | 2           |
| Kanada                   | 2           |
| Mali                     | 2           |
| Rwanda                   | 2           |
| Stany Zjednoczone        | 2           |
| Wybrzeże Kości Słoniowej | 2           |
| Zambia                   | 2           |
| Belgia                   | 1           |
| Burkina Faso             | 1           |
| Burundi                  | 1           |
| Czad                     | 1           |
| Gambia                   | 1           |
| Gwinea                   | 1           |
| Hiszpania                | 1           |
| Irlandia                 | 1           |
| Liberia                  | 1           |
| Mauretania               | 1           |
| Tanzania                 | 1           |
| Zimbabwe                 | 1           |
| Brak danych              | 1           |
| Razem:                   | 169         |

## Przebieg katastrofy
Samolot wystartował o godzinie 21:08:50. Tylko przez chwilę tempo wznoszenia przebiegało bez zakłóceń. Siedem sekund po starcie II pilot zawiadomił: „Poprawne tempo wznoszenia”. Jednak już w dwie sekundy później – na wysokości około 90 m – w kokpicie zaczyna rozbrzmiewać alarm, sygnalizujący możliwość przeciągnięcia. Kilka chwil później drugi pilot nakazuje wyłączenie owego sygnału. Już dwie sekundy później w kokpicie pojawia się kolejny alarm: teraz jest to GPWS (ang. Ground Proximity Warning System) – ostrzegający przed rychłym uderzeniem w powierzchnię wody. Samolot znajduje się w tym czasie zaledwie 15 m nad taflą oceanu. Po chwili czarna skrzynka rejestruje krzyk kapitana: „Wznieś!”. To ostatnie słowa jakie zarejestrowano w kokpicie. O godzinie 21:09:24 Airbus ze 169 pasażerami i dziesięcioma członkami załogi na pokładzie roztrzaskuje się o powierzchnię morza, około 2,8 km od wybrzeży Abidżanu. Szczątki wraku osiadły na głębokości 40–50 m, na piaszczystym dnie morza.

## Akcja ratunkowa
Katastrofa wydarzyła się późnym wieczorem, w dodatku przy prawie metrowych falach. Po przybyciu na miejsce ekip ratunkowych szybko okazało się, iż liczba ofiar będzie wysoka; na wodzie unosiło się wiele ciał ofiar, a także mnóstwo szczątków samolotu: m.in. koła podwozia i statecznik pionowy. W poszukiwaniach brały udział niewielkie rybackie łodzie i helikoptery. Na wybrzeżach Abidżanu zebrały się tłumy personelu medycznego, policjanci, świadkowie katastrofy i dziennikarze. 
Spośród 179 osób, w trakcie pierwszej nocy uratowano dziesięć, m.in. obywatela Gambii, Rwandy i Francji. Dziewięciu z ocalałych w ciężkich stanach przetransportowano do szpitali. Wydobyto także 146 ciał, z czego 103 zidentyfikowano.

## Przyczyny
Należy dodać, iż fakt, że tak niewielka liczba osób z pokładu ocalała, wynikał z braku wyposażenia samolotu w kamizelki ratunkowe. Katastrofa stanowi największą tragedię lotniczą w 2000 roku i do dziś (2019) stanowi największą katastrofę z udziałem Airbusa A-310.